# Taxonomie plžů (Ponder & Lindberg, 1997)
Taxonomie plžů (Ponder & Lindberg, 1997) je starší systém klasifikace plžů, který odráží klasifikační schéma dle Linného (s taxonomickými kategoriemi). Mnoho systémů, zejména na internetu, ji stále používá, přestože není aktuální. Systém stanovil nové podtřídy Eogastropoda a Orthogastropoda, které se však již od roku 2005 nepoužívají. Je založen pouze na morfologii a na informacích dostupných do roku 1997, nikoli však na analýze RNA či DNA.
Dnes užívanou klasifikací plžů je taxonomie plžů (Bouchet & Rocroi, 2005) (viz angl.: Taxonomy of the Gastropoda (Bouchet & Rocroi, 2005)).

## Taxonomie
Třída plži (Gastropoda) (Cuvier, 1797)

Incertæ sedis
- Řád Bellerophontida (fosilní)
- Řád Mimospirina (fosilní)

Podtřída Eogastropoda (Ponder & Lindberg, 1996) (předožábří (Prosobranchia))
- Řád Euomphalida de Koninck 1881 (fosilní)
  -     - Nadčeleď Macluritoidea
    - Nadčeleď Euomphaloidea
    - Nadčeleď Platyceratoidea
- Řád Patellogastropoda Lindberg, 1986 ()
  - Podřád Patellina Van Ihering, 1876
    - Nadčeleď Patelloidea Rafinesque, 1815

  - Podřád Nacellina Lindberg, 1988
    - Nadčeleď Acmaeoidea Carpenter, 1857
    - Nadčeleď Nacelloidea Thiele, 1891

  - Podřád Lepetopsina McLean, 1990
    - Nadčeleď Lepetopsoidea McLean, 1990
- Podtřída Orthogastropoda  Ponder & Lindberg, 1996 (dříve Prosobranchia, Opisthobranchia)
- Řád Murchisoniina Cox & Knight, 1960 (fosilní)
  -     - Nadčeleď Murchisonioidea Koken, 1889
    - Nadčeleď Loxonematoidea Koken, 1889
    - Nadčeleď Lophospiroidea Wenz, 1938
    - Nadčeleď Straparollinoidea

  - Subulitoidea Lindström, 1884

Superřád Cocculiniformia Haszprunar, 1987
- -     - Nadčeleď Cocculinoidea Dall, 1882
    - Nadčeleď Lepetelloidea Dall, 1882

Superřád ‘Hot Vent Taxa' Ponder & Lindberg, 1997
- Řád Neomphaloida Sitnikova & Starobogatov, 1983
  -     - Nadčeleď Neomphaloidea McLean, 1981
    - Nadčeleď Peltospiroidea McLean, 1989

Superřád Vetigastropoda Salvini-Plawen, 1989 
- -     - Nadčeleď Fissurelloidea Fleming, 1822
    - Nadčeleď Haliotoidea Rafinesque, 1815
    - Nadčeleď Lepetodriloidea McLean, 1988
    - Nadčeleď Pleurotomarioidea Swainson, 1840
    - Nadčeleď Seguenzioidea Verrill, 1884
    - Nadčeleď Trochoidea Rafinesque, 1815

Superřád Neritaemorphi Koken, 1896
- Řád Cyrtoneritomorpha (fosilní)
- Řád Neritopsina Cox & Knight, 1960
  -     - Nadčeleď Neritoidea Lamarck, 1809

Superřád Caenogastropoda Cox, 1960
- Řád Architaenioglossa Haller, 1890
  -     - Nadčeleď Ampullarioidea J.E. Gray, 1824
    - Nadčeleď Cyclophoroidea J.E. Gray, 1847
- Řád Sorbeoconcha Ponder & Lindberg, 1997
  - Podřád Discopoda P. Fischer, 1884
    - Nadčeleď Campaniloidea Douvillé, 1904
    - Nadčeleď Cerithioidea Férussac, 1822

  - Podřád Hypsogastropoda Ponder & Lindberg, 1997
  - Infrařád Littorinimorpha Golikov & Starobogatov, 1975
    - Nadčeleď Calyptraeoidea Lamarck, 1809
    - Nadčeleď Capuloidea J. Fleming, 1822
    - Nadčeleď Carinarioidea Blainville, 1818
    - Nadčeleď Cingulopsoidea Fretter & Patil, 1958
    - Nadčeleď Cypraeoidea Rafinesque, 1815
    - Nadčeleď Ficoidea Meek, 1864
    - Nadčeleď Laubierinoidea Warén & Bouchet, 1990
    - Nadčeleď Littorinoidea, 1834
    - Nadčeleď Naticoidea Forbes, 1838
    - Nadčeleď Rissooidea J.E. Gray, 1847
    - Nadčeleď Stromboidea Rafinesque, 1815
    - Nadčeleď Tonnoidea Suter, 1913
    - Nadčeleď Trivioidea Troschel, 1863
    - Nadčeleď Vanikoroidea J.E. Gray, 1840
    - Nadčeleď Velutinoidea J.E. Gray, 1840
    - Nadčeleď Vermetoidea Rafinesque, 1815
    - Nadčeleď Xenophoroidea Troschel, 1852

  - Infrařád Ptenoglossa J.E. Gray, 1853
    - Nadčeleď Eulimoidea Philippi, 1853
    - Nadčeleď Janthinoidea Lamarck, 1812
    - Nadčeleď Triphoroidea J.E. Gray, 1847

  - Infrařád Neogastropoda Thiele, 1929
    - Nadčeleď Buccinoidea
    - Nadčeleď Cancellarioidea Forbes & Hanley, 1851
    - Nadčeleď Conoidea Rafinesque, 1815
    - Nadčeleď Muricoidea Rafinesque, 1815

Nadřád Heterobranchia J.E. Gray, 1840
- Řád Heterostropha P. Fischer, 1885
  -     - Nadčeleď Architectonicoidea J.E. Gray, 1840
    - Nadčeleď Nerineoidea Zittel, 1873 (fosilní)
    - Nadčeleď Omalogyroidea G.O. Sars, 1878
    - Nadčeleď Pyramidelloidea J.E. Gray, 1840
    - Nadčeleď Rissoelloidea J.E. Gray, 1850
    - Nadčeleď Valvatoidea J.E. Gray, 1840
- Řád Opisthobranchia Milne-Edwards, 1848
  - Podřád Cephalaspidea P. Fischer, 1883
    - Nadčeleď Acteonoidea D'Orbigny, 1835
    - Nadčeleď Bulloidea Lamarck, 1801
    - Nadčeleď Cylindrobulloidea Thiele, 1931
    - Nadčeleď Diaphanoidea Odhner, 1914
    - Nadčeleď Haminoeoidea Pilsbry, 1895
    - Nadčeleď Philinoidea J.E. Gray, 1850
    - Nadčeleď Ringiculoidea Philippi, 1853

  - Podřád Sacoglossa Von Ihering, 1876
    - Nadčeleď Oxynooidea H. & A. Adams, 1854

  - Podřád Anaspidea P. Fischer, 1883 
    - Nadčeleď Akeroidea Pilsbry, 1893
    - Nadčeleď Aplysioidea Lamarck, 1809

  - Podřád Notaspidea P. Fischer, 1883
    - Nadčeleď Tylodinoidea J.E. Gray, 1847
    - Nadčeleď Pleurobranchoidea Férussac, 1822

  - Podřád Thecosomata Blainville, 1824 
    - Infrařád Euthecosomata
      - Nadčeleď Limacinoidea
      - Nadčeleď Cavolinioidea

    - Infrařád Pseudothecosomata
      - Nadčeleď Peraclidoidea
      - Nadčeleď Cymbulioidea

  - Podřád Gymnosomata Blainville, 1824 
    - Čeleď Clionidae Rafinesque, 1815
    - Čeleď Cliopsidae Costa, 1873
    - Čeleď Hydromylidae Pruvot-Fol, 1942
    - Čeleď Laginiopsidae Pruvot-Fol, 1922
    - Čeleď Notobranchaeidae Pelseneer, 1886
    - Čeleď Pneumodermatidae Latreille, 1825
    - Čeleď Thliptodontidae Kwietniewski, 1910

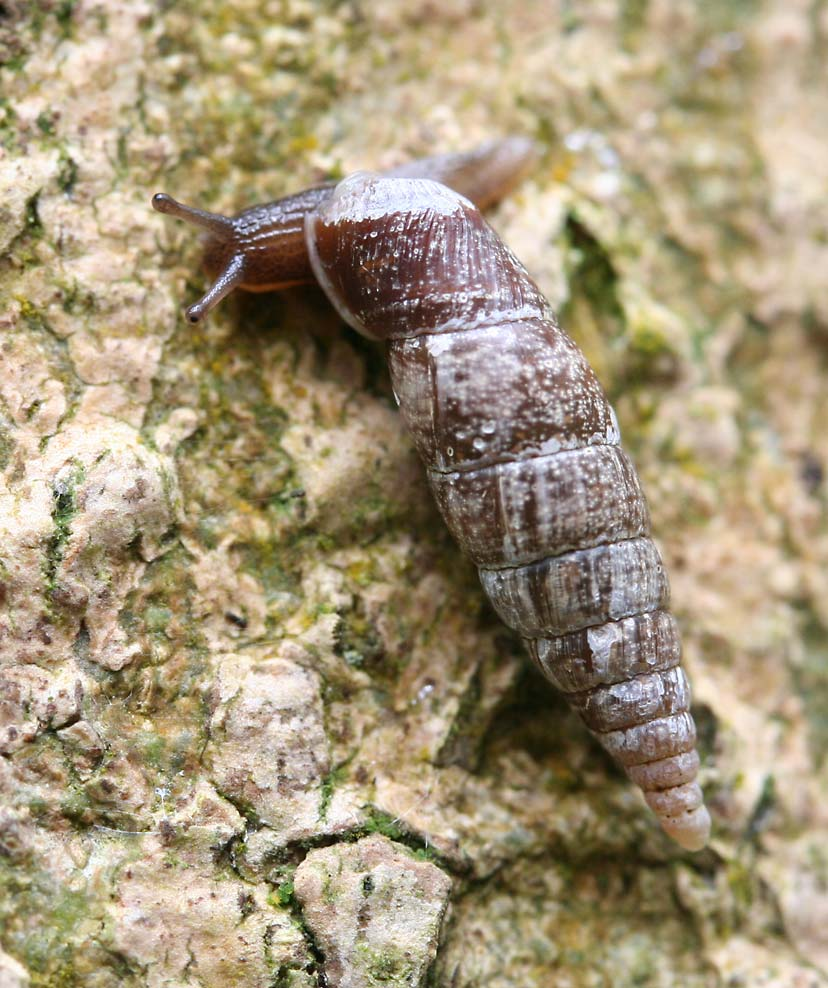
Clausiliidae

- - Podřád Nudibranchia Blainville, 1814
  - Infrařád Anthobranchia Férussac, 1819
    - Nadčeleď Doridoidea Rafinesque, 1815
    - Nadčeleď Doridoxoidea Bergh, 1900
    - Nadčeleď Onchidoridoidea Alder & Hancock, 1845
    - Nadčeleď Polyceroidea Alder & Hancock, 1845

  - Infrařád Cladobranchia Willan & Morton, 1984
    - Nadčeleď Dendronotoidea Allman, 1845
    - Nadčeleď Arminoidea Rafinesque, 1814
    - Nadčeleď Metarminoidea Odhner in Franc, 1968
    - Nadčeleď Aeolidioidea J.E. Gray, 1827
- Řád plicnatí (Pulmonata) Cuvier, 1814 
  - Podřád Systellommatophora Pilsbry, 1948
    - Nadčeleď Onchidioidea Rafinesque, 1815
    - Nadčeleď Otinoidea H. & A. Adams, 1855
    - Nadčeleď Rathouisioidea Sarasin, 1889

  - Podřád Basommatophora Keferstein, 1864
    - Nadčeleď Acroloxoidea Thiele, 1931
    - Nadčeleď Amphiboloidea J.E. Gray, 1840
    - Nadčeleď Chilinoidea H. & A. Adams, 1855
    - Nadčeleď Glacidorboidea Ponder, 1986
    - Nadčeleď Lymnaeoidea Rafinesque, 1815
    - Nadčeleď Planorboidea Rafinesque, 1815
    - Nadčeleď Siphonarioidea J.E. Gray, 1840

  - Podřád Eupulmonata Haszprunar & Huber, 1990
  - Infrařád Acteophila Dall, 1885 
    - Nadčeleď Melampoidea Stimpson, 1851

  - Infrařád Trimusculiformes Minichev & Starobogatov, 1975
    - Nadčeleď Trimusculoidea Zilch, 1959

  - Infrařád Stylommatophora A. Schmidt, 1856
  - Subinfrařád Orthurethra
    - Nadčeleď Achatinelloidea Gulick, 1873
    - Nadčeleď Cochlicopoidea Pilsbry, 1900
    - Nadčeleď Partuloidea Pilsbry, 1900
    - Nadčeleď Pupilloidea Turton, 1831

  - Subinfrařád Sigmurethra
    - Nadčeleď Acavoidea Pilsbry, 1895
    - Nadčeleď Achatinoidea Swainson, 1840
    - Nadčeleď Aillyoidea Baker, 1960
    - Nadčeleď Arionoidea J.E. Gray, 1840
    - Nadčeleď Buliminoidea Clessin, 1879
    - Nadčeleď Camaenoidea Pilsbry, 1895
    - Nadčeleď Clausilioidea Mörch, 1864
    - Nadčeleď Dyakioidea Gude & Woodward, 1921
    - Nadčeleď Gastrodontoidea Tryon, 1866
    - Nadčeleď Helicoidea Rafinesque, 1815
    - Nadčeleď Helixarionoidea Bourguignat, 1877
    - Nadčeleď Limacoidea Rafinesque, 1815
    - Nadčeleď Oleacinoidea H. & A. Adams, 1855
    - Nadčeleď Orthalicoidea Albers-Martens, 1860
    - Nadčeleď Plectopylidoidea Moellendorf, 1900
    - Nadčeleď Polygyroidea Pilsbry, 1894
    - Nadčeleď Punctoidea Morse, 1864
    - Nadčeleď Rhytidoidea Pilsbry, 1893
    - Nadčeleď Sagdidoidera Pilsbry, 1895
    - Nadčeleď Staffordioidea Thiele, 1931
    - Nadčeleď Streptaxoidea J.E. Gray, 1806
    - Nadčeleď Strophocheiloidea Thiele, 1926
    - Nadčeleď Trigonochlamydoidea Hese, 1882
    - Nadčeleď Zonitoidea Mörch, 1864
    -  ? Nadčeleď Athoracophoroidea P. Fischer, 1883 (= Tracheopulmonata)
    -  ? Nadčeleď Succineoidea Beck, 1837 (= Heterurethra)